# Случајеви Lost in Serbia
Случајеви Lost in Serbia је позоришна представа коју је режирао Кокан Младеновић, чији је ауторски пројекат.
Премијерно приказивање било је 27. децембра 2014. године у позоришту ДАДОВ, чиме је обележено 56 година рада омладинског позоришта ДАДОВ.
Представа је касније гостовала у обреновачком и другим позориштима.
Дело истражује породичне и школске проблеме младих, њихов однос према околини, генерацијском насиљу и другим феноменима.

## Концепт
Представа је настала као резултат радионице коју је у школи глуме омладинског театра ДАДОВ водио редитељ Кокан Младеновић.
У представи учествује 27 младих, од којих најмлађи глумац има десет, а најстарији двадесет година. Представа је посвећена младој генерацији и утицају који на младе имају родитељи, школа, друштво, медији.

## Улоге
| Лица | Глумци               |
| ---- | -------------------- |
|      | Урош Ракић           |
|      | Јелена Благојевић    |
|      | Вида Станић          |
|      | Катарина Петрушевски |
|      | Алекса Јовчић        |
|      | Милица Божић         |
|      | Невена Мијатовић     |
|      | Андрија Ражнатовић   |
|      | Аница Ражнатовић     |
|      | Гаља Бутрић          |
|      | Марина Кецман        |
|      | Тамара Тамбурић      |
|      | Стефан Ивковић       |
|      | Миља Младеновић      |
|      | Глигорије Маринковић |
|      | Јелена Ивковић       |
|      | Маја Милић           |
|      | Марко Деспотовић     |
|      | Дарко Мршевић        |
|      | Никола Станимировић  |
|      | Ида Урошевић         |
|      | Матија Цонић         |
|      | Алиса Радаковић      |
|      | Игор Илић            |
|      | Марко Величковић     |